# Corgatha binotata
Corgatha binotata är en fjärilsart som beskrevs av W. Warren 1913. Corgatha binotata ingår i släktet Corgatha och familjen nattflyn. Inga underarter finns listade i Catalogue of Life.